# Centro nazionale per costumi di scena
Il Centro nazionale per costumi di scena (Centre National du Costume de Scène - CNCS), è un museo francese dedicato ai costumi di scena e alle scenografie.
È stato inaugurato il 1 luglio 2006 a Moulins da Renaud Donnedieu de Vabres, ministro della Cultura, Pierre-André Périssol, sindaco di Moulins e Christian Lacroix, stilista. L'attuale direttrice è Delphine Pinasa, il cui ritratto è esposto al museo.

## Storia
Il centro si trova nel vecchio quartiere di Moulins, nel dipartimento francese di Allier. Situato sul lato sinistro del fiume Allier, si affaccia sulla città e sul suo centro storico.
Il museo comprende l'edificio storico, che era stato parzialmente distrutto durante la seconda guerra mondiale e restaurato da François Voinchet, architetto dei monumenti storici per il museo. Villars, costruito durante il regno di Luigi XV, prende il nome dall'ufficiale militare del posto, il maresciallo Claude Louis Hector de Villars (1653–1734). Il monumento storico del XVIII secolo è stato utilizzato come caserma di cavalleria. L'interno del museo è stato progettato da Jean-Michel Wilmotte e Jacques Brudin. Un nuovo edificio di 1 730 metri quadri (18 600 ft²), è stato costruito per la conservazione della collezione del centro.

## Panoramica
Il museo è la prima struttura, in Francia e all'estero, ad essere interamente dedicata alla scenografia e al patrimonio del costume. La sua missione è preservare, studiare e aumentare il valore di una collezione di 10.000 costumi di teatro, opera e balletto. In mostra ci sono anche dipinti, in prestito dalla Biblioteca nazionale di Francia, dalla Comédie-Française e dall'Opéra de Paris.
Il museo ha quattro aree: le riserve, le sale espositive, la biblioteca e il centro di formazione. Alle spalle di otto finestre si trova una galleria di mostre temporanee di 1,500 metri quadri (16,15 ft²) d. Una grande sala mette in mostra i costumi in un contesto scenografico. Il centro dispone inoltre di spazi didattici, un auditorium e un centro di documentazione, il ristorante - decorato da Christian Lacroix - e un negozio.

## Collezioni

### Collezione Nureev
Il museo ha una collezione di costumi di Rudol'f Nureev, come richiesto nel suo testamento, per essere un "luogo della memoria". Nureev, che è stato il direttore del Balletto dell'Opera di Parigi, avrebbe voluto che la sua collezione fosse collocata in un museo a Parigi, ma non è stato possibile trovare luoghi adatti. Quindi, la sua collezione è stata disposta in questo museo della regione dell'Alvernia, che dista circa 3 ore di treno da Parigi. È "una collezione permanente che offre ai visitatori il senso della sua personalità esuberante e vagabonda e della passione per tutto ciò che era raro e bello". La collezione contiene manufatti storici della carriera di Nureev, inclusi film e materiale fotografico, oltre a 70 costumi.
La mostra è stata presentata al De Young Memorial Museum di San Francisco, in California, fino al 17 febbraio 2013, in uno spettacolo intitolato Rudolf Nureyev: A Life in Dance.

### Costumi di scena
Diverse compagnie teatrali e teatri, tra cui la Comédie Française e l'Opera di Parigi, inviano i loro costumi al museo dopo lo spettacolo finale. I costumi sono disponibili nel museo per essere esposti e conservati, ma anche per lo studio da parte dei ricercatori e studenti.

## Mostre
Tra le mostre organizzate: 
- Bêtes de Scène (luglio - novembre 2006)
- Théodore de Banville et le théâtre (novembre 2006 - gennaio 2007)
- J’aime les militaires (gennaio - maggio 2007)
- Christian Lacroix, costumier (giugno - novembre 2007)
- Jean-Paul Gaultier – Régine Chopinot : le Défilé (dicembre 2007 - aprile 2008)
- Costumes des Mille et une Nuits (maggio - novembre 2008)
- Au fil des fleurs, scènes de jardins (dicembre 2008 - aprile 2009)
- Rudolf Noureev (1938-1993) (photos et costumes) (maggio - novembre 2009)
- Opéras russes à l'aube des ballets russes (dicembre 2009 - maggio 2010)
- Vestiaire de divas, de Maria Callas à Dalida (giugno - dicembre 2010)
- Les Insolites  (gennaio - maggio 2011)
- L'art du costume à la Comédie-Française (giugno - dicembre 2011)
- L'envers du décor à la Comédie-Française et à l'Opéra de Paris au XIXe siècle (28 gennaio - 20 maggio 2012)
- La Source et le Ballet de l'Opéra de Paris, con i costumi del balletto La Source (giugno - dicembre 2012)
- Costumer le Pouvoir (du 26 gennaio - 20 maggio 2013)
- Collection Noureev (mostra permanente dall'ottobre 2013)
- En piste ! Les plus beaux costumes de cirque (du 15 giugno 2013 - 5 gennaio 2014)
- Plein feu sur les collections (du 8 febbraio 2014 - 18 maggio 2014)
- Shakespeare, l'étoffe du monde (du 14 giugno 2014 - 4 gennaio 2015)
- L'Opéra Comique et ses trésors (du 7 febbraio 2015 - 6 settembre 2015)
- Barockissimo (du 9 aprile - 18 settembre 2016)
- Déshabillez-moi ! (du 15 ottobre 2016 - 5 marzo 2017)
- Modes ! à la ville / à la scène (8 aprile - 17 settembre 2017)
- Artisans de la scène (14 ottobre 2017 - 12 marzo 2018)
- Contes de fées[11] (7 aprile - 4 novembre 2018)
- Comédies Musicales, les costumes font leur show ! (1 dicembre 2018 - 17 marzo 2019)
- Habiller l'opéra, costumes et ateliers de l'opéra de Paris (25 maggio 2019 - 3 novembre 2019)
- Couturiers de la danse, de Chanel à Versace (30 novembre 2019 - novembre 2020)

## Galleria d'immagini

Exposition au CNCS en décembre 2015
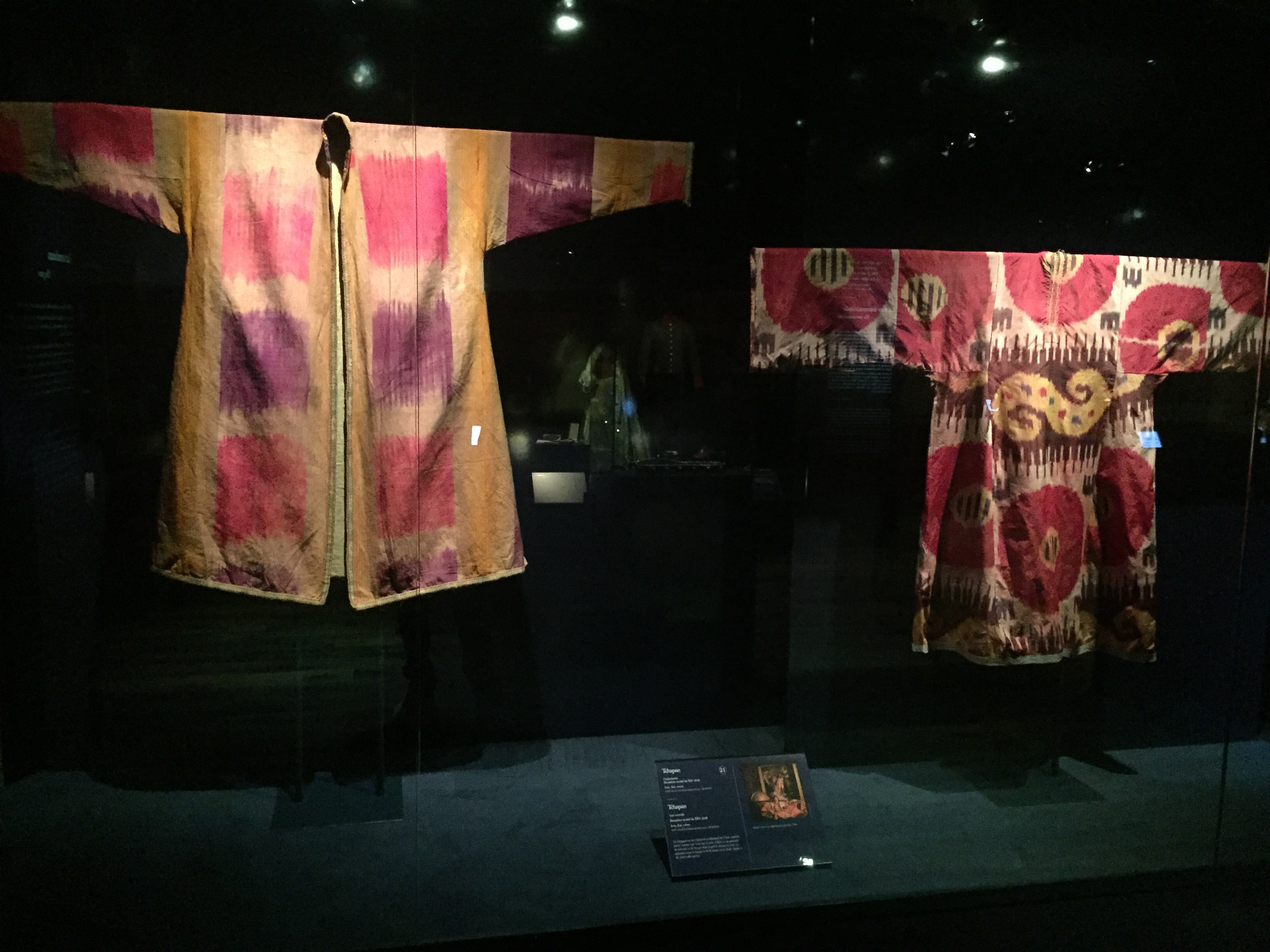
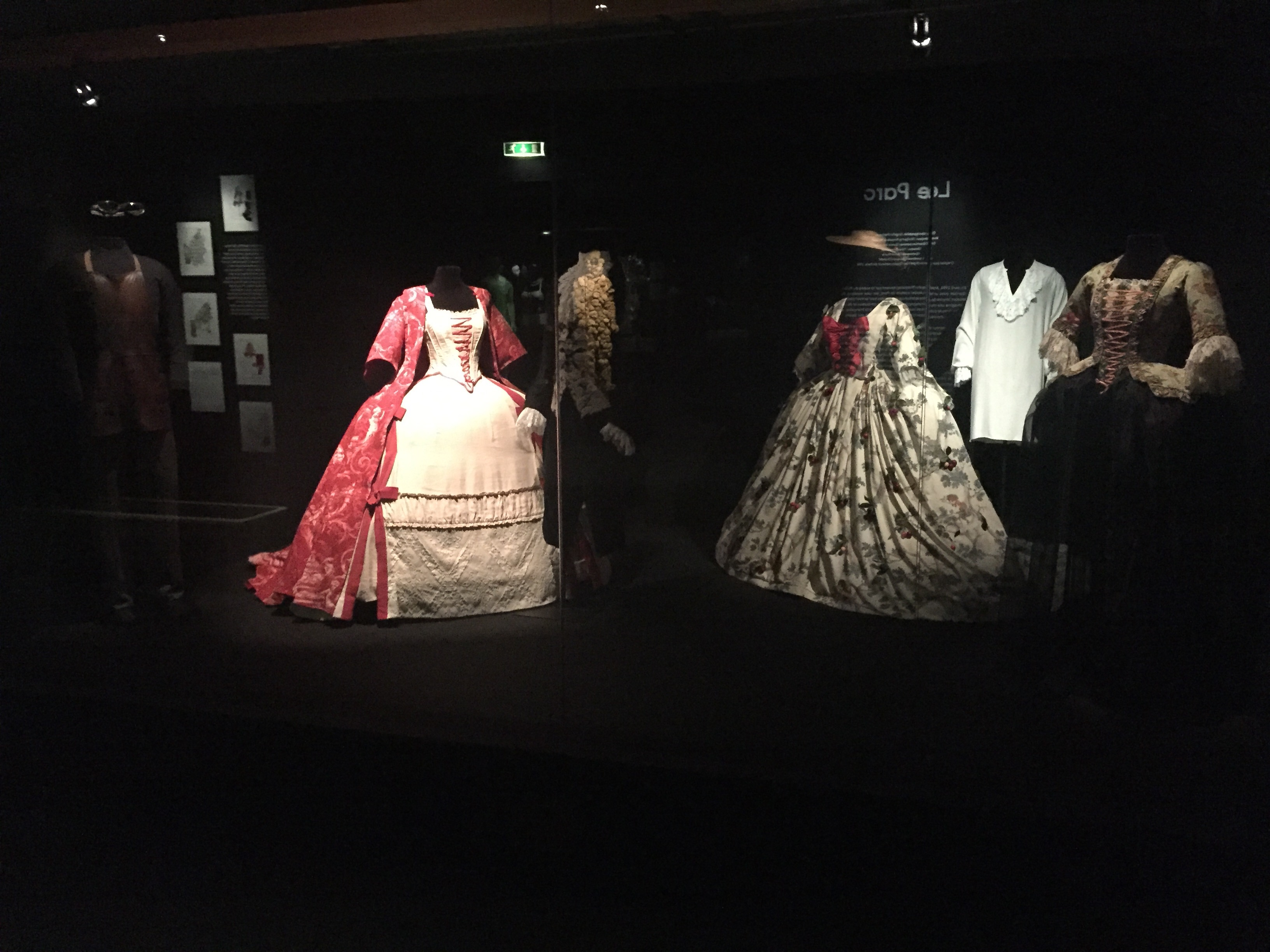
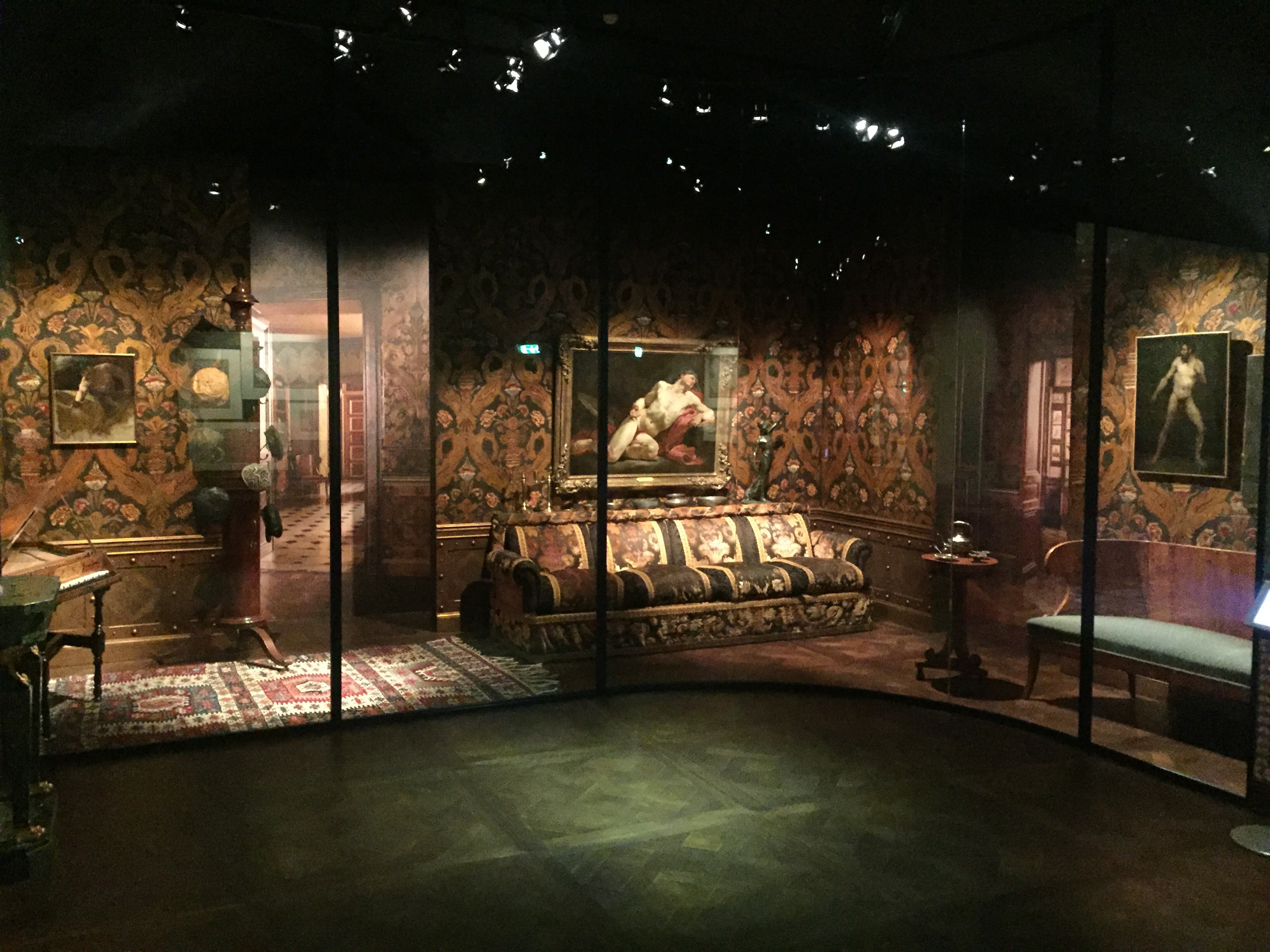